# Wilfried Schrey

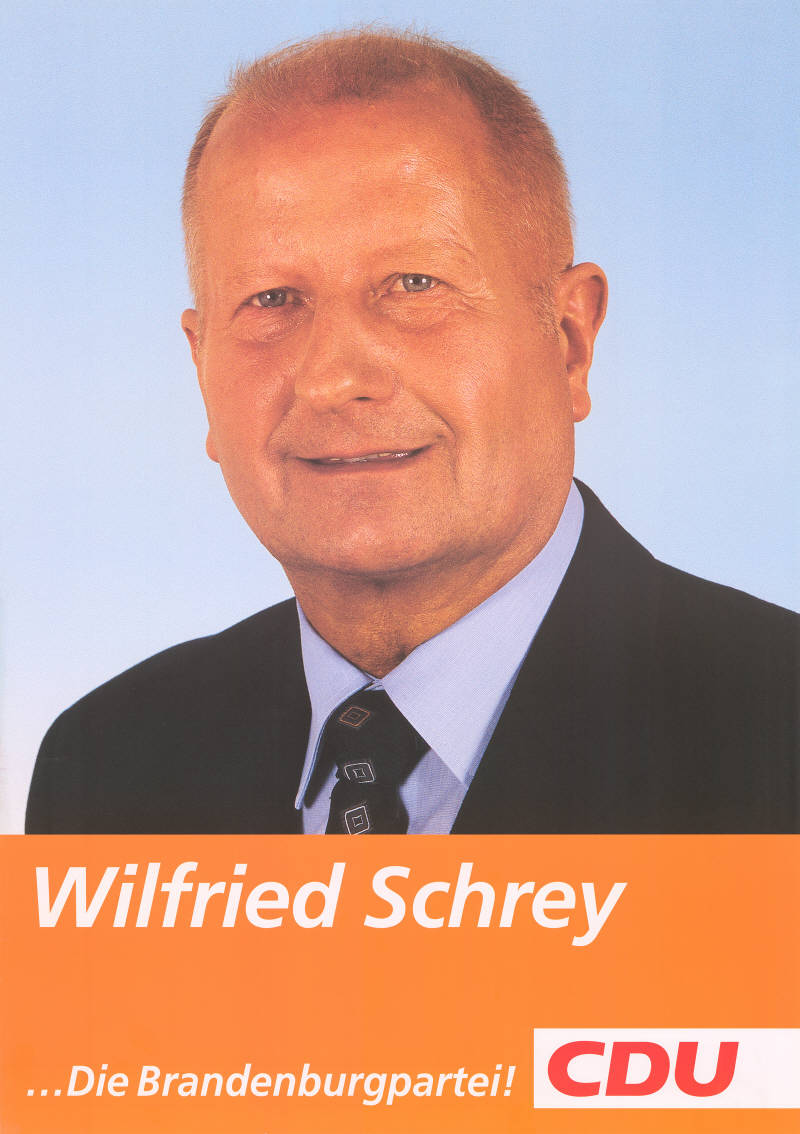
Wilfried Schrey auf einem Landtagswahlplakat 2004

Wilfried Schrey (* 6. Februar 1944 in Kölsa) ist ein deutscher Politiker (CDU). Er war von 1990 bis 1994 Landrat und von 1994 bis 2009 Mitglied im Landtag von Brandenburg.

## Ausbildung und Beruf
Wilfried Schrey machte 1961 bis 1963 eine Berufsausbildung zum Werkzeugmacher und arbeitete 1963 bis 1968 als Monteur beim PKM Leipzig. 1965 bis 1966 leistete er seinen Grundwehrdienst und war danach 1968 bis 1973 Schlosser bei der VEG Kölsa. 1968 bis 1973 studierte er Landtechnik an der Ingenieurhochschule Berlin-Wartenberg und schloss das Studium als Ingenieur für Landtechnik ab. Danach arbeitete er 1973 bis 1980 als Technischer Leiter bei der VEG Kölsa und 1980 bis 1990 als Technischer Leiter bei der LPG (P) Großrössen.
Wilfried Schrey ist evangelisch, verheiratet und hat zwei Kinder.

## Politik
Wilfried Schrey wurde 1971 Mitglied der DDR-Blockpartei CDU, die nach der Wende in der gesamtdeutschen CDU aufging. Er war von 1990 bis 1994 Landrat des Kreises Herzberg. Seit 1998 ist er Mitglied des Kreistages Elbe-Elster. 1990 bis 1994 war er Mitglied der Gemeindevertretung Kölsa. Bis 1999 war er Kreisvorsitzender der CDU Elbe-Elster, danach stellvertretender Kreisvorsitzender.
Vom 11. Oktober 1994 bis zum 20. Oktober 2009 gehörte er ununterbrochen dem Landtag an. Hier war er stellvertretender CDU-Fraktionsvorsitzender und gehörte dem Ausschuss für Haushalt und Finanzen sowie dem Ausschuss für Infrastruktur und Raumordnung an.